# Ulrik
Ulrik er et drengenavn, der stammer fra tysk Ulrich, der igen stammer fra oldhøjtysk "Uodalrih", som betyder "rig arving". Navnet forekommer på dansk også i varianterne Ulrich, Ulrick og Ulric. Ifølge Danmarks Statistik bærer næsten 5.200 danskere et af disse navne.
På tysk anvendes undertiden kortformen Uli. Navnet kan desuden anvendes som efternavn.

## Kendte personer med navnet

### Fornavn
- Ulrik Cold, dansk operasanger.
- Ulrik le Fevre, dansk fodboldspiller.
- Ulrik Gräs, dansk forfatter.
- Ulrik Frederik Gyldenløve, dansk officer og statholder i Norge.
- Christian Ulrik Hansen, dansk modstandsmand.
- Uli Hoeness, tysk fodboldspiller og -træner.
- Ulrik Haagerup, dansk journalist og DR-nyhedschef.
- Ulrik Kragh, dansk folketingsmedlem.
- Ulrik Moseby, dansk fodboldspiller.
- Ulrik Neumann, dansk guitarist og skuespiller.
- Ulrich Peter Overby, dansk digter.
- Ulrik Plesner, dansk arkitekt.
- Ulrik Skotte, dansk journalist.
- Uli Stielike, tysk fodboldspiller.
- Søren Ulrik Thomsen, dansk digter.
- Ulrich Thomsen, dansk skuespiller.
- Ulrik Wilbek, dansk håndboldtræner.
- Ulrich Zwingli, schweizisk teolog.
- Ulrik Laursen, dansk fodboldspiller.

### Efternavn
- Jan Ullrich, tysk cykelrytter.
- Hans Ulrik, dansk saxofonist.
- Lars Ulrich, dansk-amerikansk trommeslager.
- Torben Ulrich, dansk tennisspiller og jazz-musiker.

## Navnet anvendt i fiktion
- Ulrik Varnæs er bankdirektør Varnæs' ældste barn i tv-serien Matador.
- Navnet Ulrik til et afrikansk adoptivbarn er benyttet som omdrejningspunkt i en standup-monolog af Mahamad Habane

## Andre anvendelser
- Ulrik (maleri), et maleri fra ca. 1615 af den hollandske kunstner Jakob van Doordt, der viser Ulrik, Christian 4.'s tredje søn med dronning Anna Cathrine.
- At "råbe på Ulrik" eller lignende udtryk bruges som slang for at kaste op.[1] Udtrykket brugt i denne betydning er noteret på dansk allerede i 1680'erne i Peder Syvs ordsprogssamling.[2]